# ヴァレンティーノ・マッツォーラ
ヴァレンティーノ・マッツォーラ（Valentino Mazzola、1919年1月26日 - 1949年5月4日）は、イタリアのサッカー選手である。イタリアサッカー史上最高の選手の一人と評価される。
1940年代に圧倒的な強さを誇り "Grande Torino" （偉大なるトリノ）と呼ばれたACトリノ（現トリノFC）で主将を務めた。その絶頂期に「スペルガの悲劇」と呼ばれる飛行機事故によって命を落とした。

## 経歴

### 誕生からヴェネチアまで
1919年1月26日、ミラノ県カッサーノ・ダッダ生まれ。10歳の頃に父親を亡くし、生活のため若くして働いた。また、幼少期は地元のチームであるトレソルディに所属していた。
プロとしての彼のキャリアは当時セリエCに所属していたミラノにある自動車メーカー、アルファロメオミラノ工場のクラブで始まった。1939年にイタリア海軍に徴集されてヴェネツィアに赴いた。その間にセリエAに昇格したばかりのヴェネツィアACの選抜試験を受けて合格した。その後1939年から1942年までヴェネツィアでプレーし中心選手として活躍した。1940年に加わったエツィオ・ロイクと強力なデュオを組み、1941年にはコッパ・イタリアで優勝、1942年には昇格後わずか4年目でリーグ3位に導いた。また、1942年4月5日のクロアチア代表戦でイタリア代表デビューした。

### ACトリノ時代

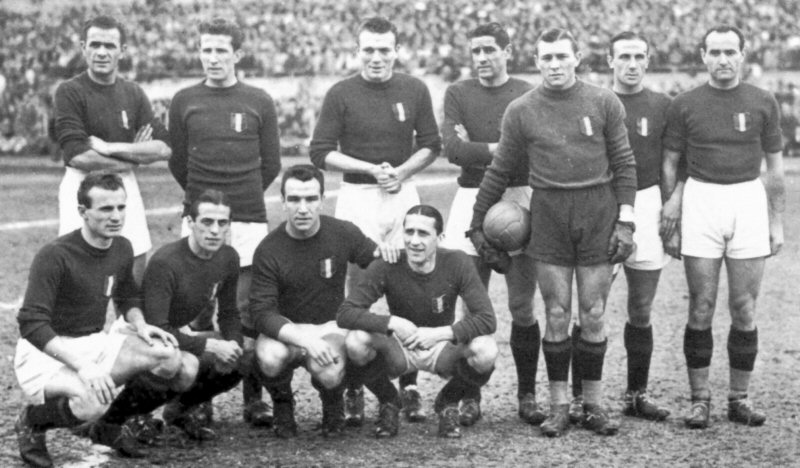
グランデ・トリノと呼ばれたACトリノ（1945-46シーズン）

この年、マッツォーラは2名の選手プラス20万リラという破格のトレード条件でACトリノに引き抜かれた。9月20日のコッパ・イタリア、USアンコーナ1905戦ではマッツォーラの2得点を含めた7-0の大勝でデビュー戦を飾った。
この後イタリア・リーグは第二次世界大戦の影響により断続的に中断したが、1943年から1948年にかけてACトリノはリーグ4連覇を達成。マッツォーラはこの傑出した攻撃力を備えたチームのキャプテンとして活躍した。1946-47シーズンはキャリアハイとなるリーグ29得点を記録して得点王に輝き、1947年4月のヴィチェンツァ・カルチョ戦では、リーグ記録である2分でハットトリックを達成した。
1948年から始まったシーズンもACトリノは好調を維持し、5連覇目前となった1949年5月4日。ポルトガルにて友人でもあったフランシスコ・フェレイラとの親善試合を終えた後の帰路の途中、悪天候により乗っていた飛行機がトリノ郊外に墜落。マッツォーラは一緒に飛行機に乗っていたACトリノの仲間たちと共に、あまりにも悲劇的にその生涯を終えた。30歳没。

## 家族
マッツォーラには2人の息子がいたが、長男のアレッサンドロは、のちにイタリアを代表する名フォワード「サンドロ・マッツォーラ」としてインテル、イタリア代表で活躍。4度のセリエA優勝、2度のチャンピオンズカップ制覇など、かつての父同様輝かしい実績を残した。

## エピソード
- ジャンピエロ・ボニペルティは、ペレ、アルフレッド・ディ・ステファノ、ヨハン・クライフ、ミシェル・プラティニ、ディエゴ・マラドーナらと比較し、チームに最も必要な選手としてマッツォーラを挙げている[3]。
- イタリア代表にも選出されたブラジル人選手のジョゼ・アルタフィーニは、マッツォーラの名前に因んだ「マゾーラ」 (Mazola) の愛称で呼ばれた。

## 所属クラブ
- 1939-1942  ヴェネツィアAC
- 1942-1949  ACトリノ

## 個人成績
| クラブ         | シーズン | リーグ戦 | リーグ戦 | カップ戦 | カップ戦 | 通算 | 通算 |
| クラブ         | シーズン | 出場     | 得点     | 出場     | 得点     | 出場 | 得点 |
| -------------- | -------- | -------- | -------- | -------- | -------- | ---- | ---- |
| ヴェネツィアAC | 1939-40  | 6        | 1        | 1        | 1        | 7    | 2    |
| ヴェネツィアAC | 1940-41  | 27       | 6        | 6        | 3        | 33   | 9    |
| ヴェネツィアAC | 1941-42  | 28       | 5        | 4        | 0        | 32   | 5    |
| ヴェネツィアAC | 合計     | 61       | 12       | 11       | 4        | 72   | 16   |
| ACトリノ       | 1942-43  | 30       | 11       | 5        | 5        | 35   | 16   |
| ACトリノ       | 1943-44  | 25       | 21       | —        | —        | 25   | 21   |
| ACトリノ       | 1945-46  | 35       | 16       | —        | —        | 35   | 16   |
| ACトリノ       | 1946-47  | 38       | 29       | —        | —        | 38   | 29   |
| ACトリノ       | 1947-48  | 37       | 25       | —        | —        | 37   | 25   |
| ACトリノ       | 1948-49  | 30       | 16       | —        | —        | 30   | 16   |
| ACトリノ       | 合計     | 195      | 118      | 5        | 5        | 200  | 123  |
| 通算           | 通算     | 258      | 130      | 16       | 9        | 272  | 139  |

### 代表での年別得点
| イタリア代表 | 国際Aマッチ | 国際Aマッチ |
| 年           | 出場        | 得点        |
| ------------ | ----------- | ----------- |
| 1942         | 2           | 1           |
| 1945         | 1           | 0           |
| 1946         | 1           | 1           |
| 1947         | 4           | 1           |
| 1948         | 2           | 0           |
| 1949         | 2           | 1           |
| 通算         | 12          | 4           |

### 代表でのゴール
| # | 開催年月日    | 開催地       | 対戦国       | 結果 | 試合概要     |
| - | ------------- | ------------ | ------------ | ---- | ------------ |
| 1 | 1942年4月19日 | ミラノ       | スペイン     | 4–0  | 国際親善試合 |
| 2 | 1946年12月1日 | ミラノ       | オーストリア | 3–2  | 国際親善試合 |
| 3 | 1947年4月27日 | フィレンツェ | スイス       | 5–2  | 国際親善試合 |
| 4 | 1949年2月27日 | ジェノヴァ   | ポルトガル   | 4–1  | 国際親善試合 |

## 獲得タイトル

### クラブタイトル
ヴェネツィアAC
- コッパ・イタリア：1回（1940-41）

ACトリノ
- セリエA：5回（1942–43, 1944–45, 1946–47, 1947–48, 1948–49）
- コッパ・イタリア：1回（1942-43）

### 個人タイトル
- コッパ・イタリア得点王：1回（1942-43 5得点）
- セリエA得点王：1回（1946-47 29得点）